# Карпати, Дьёрдь
Дьёрдь Ка́рпати (венг. Kárpáti György, 23 июня 1935, Будапешт — 17 июня 2020, Будапешт) — венгерский ватерполист, один из лидеров «золотой» венгерской сборной 1950-х — 1960-х годов. Трёхкратный чемпион Олимпийских игр в Хельсинки (1952), Мельбурне (1956) и Токио (1964), бронзовый призёр Олимпийских игр в Риме в 1960 году. Трёхкратный чемпион Европы (1954, 1958, 1962).
В качестве тренера был помощником Дежё Дьярмати, в том числе на Олимпийских играх 1976 года, где венгры выиграли золото.
В 1982 году был принят в Зал славы водных видов спорта. Карпати был другом бывшего ватерполиста и известного итальянского актёра Бада Спенсера.
Похоронен на кладбище Фаркашрети.